# 宝塚歌劇団52期生
宝塚歌劇団52期生（たからづかかげきだん52きせい）とは、1964年（昭和39年）に宝塚音楽学校に入学し、1966年（昭和41年）に卒業。同年、宝塚歌劇団に入団し、『日本の四季』『ファンタジア』で初舞台を踏んだ51人を指す。

## 概要
この期は瀬戸内美八、松あきらの2人のトップスターと、主演娘役の摩耶明美を輩出。この他に鈴鹿照、麻生薫、森晴美（道成ゆた佳）らが入団。

## 一覧
| 芸名         | 読み仮名          | 誕生日   | 出身地             | 出身校                     | 芸名の由来                           | 愛称                | 役柄 | 退団年 | 備考                                                       |
| ------------ | ----------------- | -------- | ------------------ | -------------------------- | ------------------------------------ | ------------------- | ---- | ------ | ---------------------------------------------------------- |
| 葵悠香       | あおい ゆか       | 8月24日  | 静岡県             | 名古屋聖霊学園             | 家族で考案                           | オカジ キミエちゃん |      | 1975年 |                                                            |
| 青園宴       | あおぞの うたげ   | 1月6日   | 兵庫県神戸市       | 武庫川女子大学附属高等学校 | 好きな字を集める                     | クミちゃん          | 娘役 | 1971年 | 夫は浜田光夫 娘婿は加藤和也                                |
| 青葉みつる   | あおば みつる     | 5月17日  | 山形県             | 山形市立第三中学校         | 自分で考案                           | チズル チッちゃん   |      | 1974年 | 娘は美椰エリカ                                             |
| 亜紀杏子     | あき きょうこ     | 6月16日  | 兵庫県             | 神戸本山中学校             | 姉の芸名 （亜紀かほる）              | キョウちゃん        |      | 1969年 | 姉は安宅關子・亜紀かほる                                   |
| 麻生薫       | あそう かおる     | 2月28日  | 東京都             | 実践女子学園               | 知人が命名                           | シンちゃん          | 男役 | 1974年 | 夫は川地民夫                                               |
| 天乃川美鈴   | あまのがわ みすず | 8月30日  | 兵庫県             | 梅花学園                   | 「奥の細道」                         | しげるちゃん        |      | 1968年 | 姉は窓ふみ代                                               |
| 有峰とほる   | ありみね とおる   | 11月10日 | 大阪府             | 樟蔭学園                   | 母が命名                             | トモコ トホルちゃん |      | 1967年 |                                                            |
| 潮玲子       | うしお れいこ     | 1月3日   | 東京都             | 清明学園                   | 尊師が命名                           | ジュンコ            |      | 1968年 | 母は社敬子                                                 |
| 浦ひろみ     | うら ひろみ       | 5月6日   | 神奈川県           | 横須賀高等学校             | 出身地に因む                         | ショースケ          |      | 1970年 | 改名後・浦比呂美（うら ひろみ）                            |
| 小乃月ひかる | おのづき ひかる   | 10月8日  | 大阪府             | 城南高等学校               | 家族で考案                           | カヨコ              |      | 1971年 | 夫は小林勝彦                                               |
| 釧杏花       | くしろ きょうか   | 1月23日  | 兵庫県             | 伊丹市立東中学校           | いつまでも 美しく貴重な 人でありたい | ヤマ                |      | 1968年 |                                                            |
| 景千舟       | けい ちぶね       | 4月21日  | 東京都             | 千代田学園                 | 父が命名                             | マコ マーコ         |      | 1972年 | 日本舞踊振付・花柳萩                                       |
| 桜路晴美     | さくらじ はるみ   | 4月9日   | 千葉県             | 上野学園                   |                                      | ヨーコちゃん        |      | 1974年 | 改名後・小桜麻貴（こざくら まき）                          |
| 志都美咲     | しづ みさき       | 6月21日  | 愛媛県松山市       | 熊本大学附属中学校         | 志の都に 美しく 咲くように           | シーちゃん          |      | 1976年 |                                                            |
| 白鷺千景     | しらさぎ ちかげ   | 5月3日   | 兵庫県             | 姫路市立広嶺中学校         | 白鷺城に因む                         | ケンコ              |      | 1968年 |                                                            |
| 鈴鹿照子     | すずか てるこ     | 10月1日  | 大阪府大阪市       | 大淀中学校                 | 祖父の故郷の 馬子唄                  | ヨネちゃん          | 男役 | 2007年 | 改名後・鈴鹿照（すずか てる） 日本舞踊・花柳楽芳 定年退団  |
| 瀬戸内美八   | せとうち みや     | 1月15日  | 徳島県名西郡       | 徳島県立城東高等学校       | 出身地                               | ルミ                | 男役 | 1983年 | 俳優 姪は瀬戸花まり                                        |
| 千石環       | せんごく たまき   | 10月9日  | 兵庫県             | 夙川学院                   | 家族で考案                           | ムッちゃん          |      | 1970年 |                                                            |
| 苑ゆう子     | その ゆうこ       | 8月18日  | 兵庫県             | 武庫川学院                 | 花苑を 大きく 広げていく             | ユウコ              |      | 1970年 |                                                            |
| 高樹悦       | たかぎ えつ       | 11月18日 | 兵庫県神戸市生田区 | 湊川高等学校               |                                      | コーマちゃん        |      | 1976年 | 改名後・龍悦代（りゅう えつよ） 娘は芽映はるか             |
| 琢磨みのり   | たくま みのり     | 7月24日  | 兵庫県             | 尼崎高等学校               | 友人が命名                           | タッちゃん          |      | 1970年 |                                                            |
| 玉穂ゆかり   | たまほ ゆかり     | 2月17日  | 兵庫県             | 甲南女子学園               | 謡曲 「花筐」                        | エイコ エイちゃん   |      | 1973年 |                                                            |
| 千夏毬       | ちなつ まり       | 9月20日  | 兵庫県             | 芦屋学園                   | 自分で考案                           | ゴンベちゃん        |      | 1970年 |                                                            |
| 月路まや     | つきじ まや       | 9月6日   | 京都府             | 京都市立上京中学校         | 好きな文字                           | セッちゃん おハセ   |      | 1970年 |                                                            |
| 常花代       | つね はなよ       | 4月4日   | 東京都             | 麻布三河台中学校           | 祖父 （横綱・常ノ花）の名            | ノベちゃん          | 男役 | 1981年 | 日本舞踊・花柳禄花代                                       |
| 津山典子     | つやま のりこ     | 7月15日  | 東京都             | 精華学園                   | 知人が命名                           | ミドリ ミド         |      | 1969年 | 母は大津典子                                               |
| 典まなみ     | てん まなみ       | 7月7日   | 東京都             | 森村学園                   | 家族で考案                           | コヤ レイちゃん     |      | 1970年 |                                                            |
| 十紀さゆり   | とき さゆり       | 7月3日   | 兵庫県             | 兵庫県立伊丹高等学校       | 自分で考案                           | キッコ              |      | 1970年 |                                                            |
| 流さゆる     | ながれ さゆる     | 4月17日  | 兵庫県             | 四天王寺学園               | 常に淀みないように                   | セイちゃん          |      | 1971年 |                                                            |
| 夏海陽子     | なつみ ようこ     | 10月18日 | 東京都             | 東京女学館                 | 好きな夏・海・太陽                   | たねちゃん          |      | 1972年 | New York 在住、芸名Akoで女優として活躍。 夫はJoshua Dachs. |
| 南郷はるか   | なんごう はるか   | 11月18日 | 鹿児島県           | 桜陰学園                   | 出身地に因む                         | クガヨ ボーヤ       |      | 1968年 |                                                            |
| 南城ゆき     | なんじょう ゆき   | 2月13日  | 兵庫県             | 梅花学園                   | 本名                                 | ユキちゃん          |      | 1969年 |                                                            |
| 南里うしを   | なんり うしお     | 9月7日   | 東京都             | 麹町女子高等学校           | 自分で考案                           | ナナちゃん          |      | 1968年 |                                                            |
| 新月ちとせ   | にいづき ちとせ   | 8月18日  | 兵庫県             | 兵庫県立豊岡高等学校       | 家族で考案                           | シバちゃん          |      | 1972年 |                                                            |
| 野々笛さや   | ののぶえ さや     | 6月18日  | 大阪府             | 追手門学院                 | 家族で考案                           | カズミ              |      | 1968年 |                                                            |
| 花里美瑳     | はなざと みさ     | 3月23日  | 神奈川県           | 清泉女学院                 |                                      | ヨッコ ヨシコちゃん |      | 1970年 | 改名後・花里ゆかり（はなざと ゆかり）                      |
| 花園とよみ   | はなぞの とよみ   | 6月23日  | 大阪府             | 大阪市立扇町高等学校       | 家族で考案                           | タコ タキちゃん     |      | 1970年 | 1993年、宝塚駅前に「ますたにデンタルクリニック」開業。     |
| 波里美行     | はり みゆき       | 5月20日  | 東京都             | 共愛学園                   | 水野成夫が命名                       | ロコ ヒロコちゃん   |      | 1969年 |                                                            |
| 瞳里沙       | ひとみ りさ       | 1月19日  | 東京都             | 大妻学院                   | 自分で考案                           | チャコ              |      | 1968年 |                                                            |
| 一本美樹     | ひともと みき     | 4月24日  | 東京都             | 立正学園                   | 父が命名                             | セコ                |      | 1976年 |                                                            |
| 響わたる     | ひびき わたる     | 4月6日   | 東京都             | 山脇学園                   | 上級生が命名                         | ユッコ              |      | 1971年 |                                                            |
| 姫松里佳     | ひめまつ りか     | 8月6日   | 大阪府             | 宣真高等学校               | 家族で考案                           | テッちゃん ミネコ   |      | 1968年 |                                                            |
| 峰月やよい   | ほうづき やよい   | 9月3日   | 東京都             | 豊島園女子高等学校         | 父の雅号                             | ウッちゃん          |      | 1971年 |                                                            |
| 松あきら     | まつ あきら       | 12月3日  | 静岡県             | 横浜雙葉学園               | 白井鐵造が命名                       | マツ マッちゃん     | 男役 | 1982年 | 日本舞踊・中村成王花 夫は西川知雄                          |
| 圓千春       | まどか ちはる     | 10月2日  | 大阪府             | プール女学院               | 母と考案                             | ケイコちゃん        |      | 1968年 |                                                            |
| 真海木綿子   | まみ ゆうこ       | 1月1日   | 東京都             | 共立女子学院               | 浜木綿子が命名                       | ワコ マミー         |      | 1970年 |                                                            |
| 摩耶明美     | まや あけみ       | 5月8日   | 兵庫県             | 昭和中学校                 | 知人が命名                           | ヤッちゃん          | 娘役 | 1974年 |                                                            |
| 道成ゆた佳   | みちなり ゆたか   | 4月24日  | 東京都             | 大東学園                   | 尊敬する人が命名                     | ハミちゃん          |      | 1968年 | 娘は絵麗まりな・舞椰莉々                                   |
| 八汐みちる   | やしお みちる     | 1月3日   | 大阪府大阪市福島区 | 下福島中学校               | 満ち溢れるように                     | オセイ              |      | 1978年 |                                                            |
| 夕波千鳥     | ゆうなみ ちどり   | 11月1日  | 大阪府             | 淀川女子高等学校           | 万葉集                               | ブクロちゃん ミツコ |      | 1968年 |                                                            |
| 若城ひかり   | わかしろ ひかり   | 5月13日  | 東京都             | 十文字高等学校             | 家族で考案                           | ミヤ ケイコさん     |      | 1971年 |                                                            |